# Mosquée Al-Mohammedi
La mosquée Al-Mohammadi, ou mosquée Sidi-Mohammed (en arabe : مسجد المحمدي) est une grande mosquée située dans le quartier des Habous à Casablanca au Maroc. Emblématique de son temps, elle est l'une des grandes œuvres du début du règne du Sultan Mohammed V et fait "époque dans l'art musulman".

## Étymologie
Le lancement des travaux de construction a lieu le 30 juin 1934, et sa construction est parrainée par le sultan Mohammed V, en l'honneur duquel il porte son nom, pour faire face à la taille réduite de la mosquée Moulay-Youssef construite par son père dans le nouveau quartier des Habous à Casablanca.

## Histoire
Le Sultan Mohammed V accompagné du prince héritier Moulay Hassan, et du grand vizir Mokri participe à la cérémonie de la pose de la première pierre du chantier auquel s’est pressée une foule compacte en présence de plusieurs dignitaires dont le pacha El Mokri et le Nadir des Habous Serghini.
Le Sultan rend visite au chantier supervisé par Abad et Ben Omar en Août 1934 supervisant directement les travaux. Il y observe la célérité des travaux mobilisant jusqu'à "300 ouvriers par jour,.
La mosquée est inaugurée à l'occasion d'une importante cérémonie présidée par le sultan Mohammed V et le prince héritier Moulay Hassan le 12 juin 1936. La cérémonie est marquée par le sermon et la prière du vendredi et une veillée de prière en présence du Sultan.
C'est la plus grande mosquée construite en cette période et l’une des plus vastes du Maroc, comparable à la Karaouine de Fès, la mosquée Koutoubia de Marrakech ou la grande mosquée de Salé. Le chantier coûte au total 2 millions de francs avec un coût d’entretien annuel estimé à 50.000 francs.

## Description

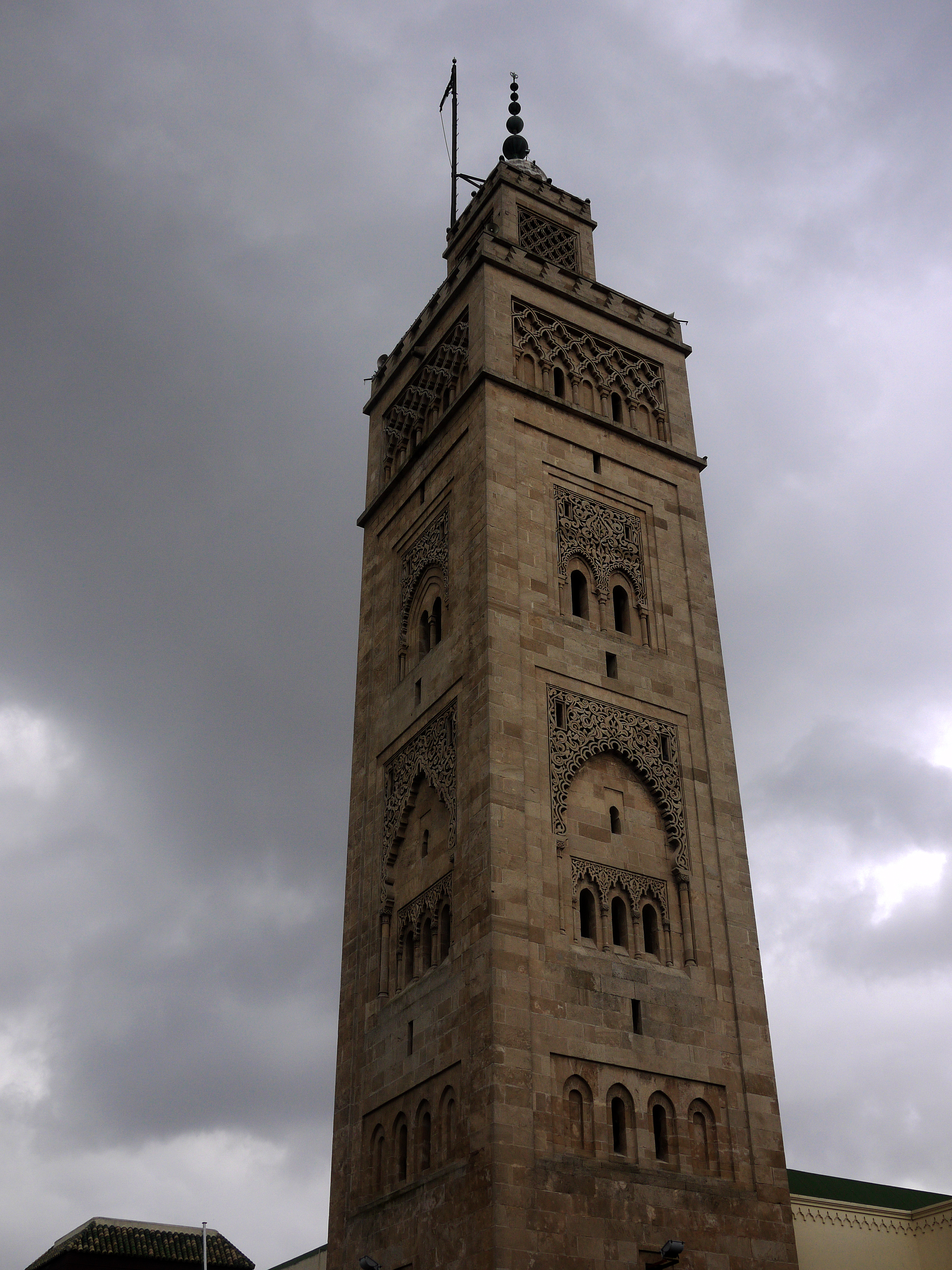
Vue du Minaret

La conception du bâtiment fait référence à l'architecture islamique marocaine traditionnelle, avec la contribution de deux entrepreneurs et maîtres architectes marocains Mohamed Ben Omar et Malam Abad, avec le concours d'artisans de Salé pour les travaux de gros œuvre, la maçonnerie, les nattes et le minbar, de Meknes et Fès pour la boiserie et les zelliges, de Casablanca pour la ferronnerie et de Marrakech pour le plâtre.
Le bâtiment doté de 11 portes couvre une superficie d'environ 5 420 m2, dont 4200 m2 dédiés à la salle de prière principale. La longueur de la mosquée est de 85 mètres d'Est en Ouest et sa largeur de 65 mètres du Nord au Sud.
Les piles sont d’une hauteur variant entre 7 et 8 mètres. Elle peut accueillir jusqu'à 6 000 ou 8 000 fidèles. Le minaret est d’une hauteur de 56 mètres couvrant une superficie au sol de 100 mètres carrés. Le lustre principal pèse une tonne et compte 450 lampes électriques.
Le minaret rappelle les minarets des mosquées almohades et son sahn (cour) celui de la mosquée Al-Qarawiyyin.
La mosquée comporte une salle de prière principale et plusieurs dépendances notamment une médersa, un logement pour l’imam ainsi que l’astronome et des logements pour les étudiants. L'installation de librairies autour de la mosquée va contribuer à faire du quartier des Habous un pôle du savoir théologique à Casablanca.

## La mosquée aujourd'hui
En 2007, la mosquée a fait l’objet de travaux de rénovation et de remise en l’état, entrepris par le ministère des Habous et des Affaires Islamiques. Ces travaux ont porté sur la restauration du plafond, ainsi que sur la réfection des installations et de tout le réseau d’eau et d’électricité.
Le Roi Mohammed VI a accompli, à plusieurs reprises, la prière du vendredi et de l'Aid dans la mosquée. La gestion de la mosquée est assurée par 25 proposés religieux. Actuellement, la mosquée est dotée de sept portes réparties sur ses trois façades, celle donnant sur la place de la mosquée étant considérée comme l’entrée principale.